# UBS Tower
UBS Tower je kancelářský mrakodrap v Chicagu stojící v ulici Wacker Drive. Má 50 podlaží a výšku 199 metrů. Výstavba probíhala v letech 1999–2001 podle projektu společnosti Lohan Associates. Budova disponuje prostory o celkové výměře 130 064 m2. V roce 2002 byla prodána za 415 milionů dolarů společnosti RREEF America, ta ji ale v roce 2008 prodala za 540 milionů dolarů společnosti Hines Interests, která je současným vlastníkem.

## Největší nájemníci
- Barnes & Thornburg LLP
- PricewaterhouseCoopers
- Sedgwick Detert Moran & Arnold LLP
- UBS
- Merrill Lynch